# Observatoire de Perth
L’observatoire de Perth est un observatoire astronomique situé en Australie-Occidentale.
Il a été construit en 1896 et officiellement ouvert en 1900 par John Forrest. L'observatoire est d'abord situé sur les monts Eliza, une colline surplombant Perth. Son rôle principal est de conserver le temps standard pour l'Australie-Occidentale et des données météorologiques.

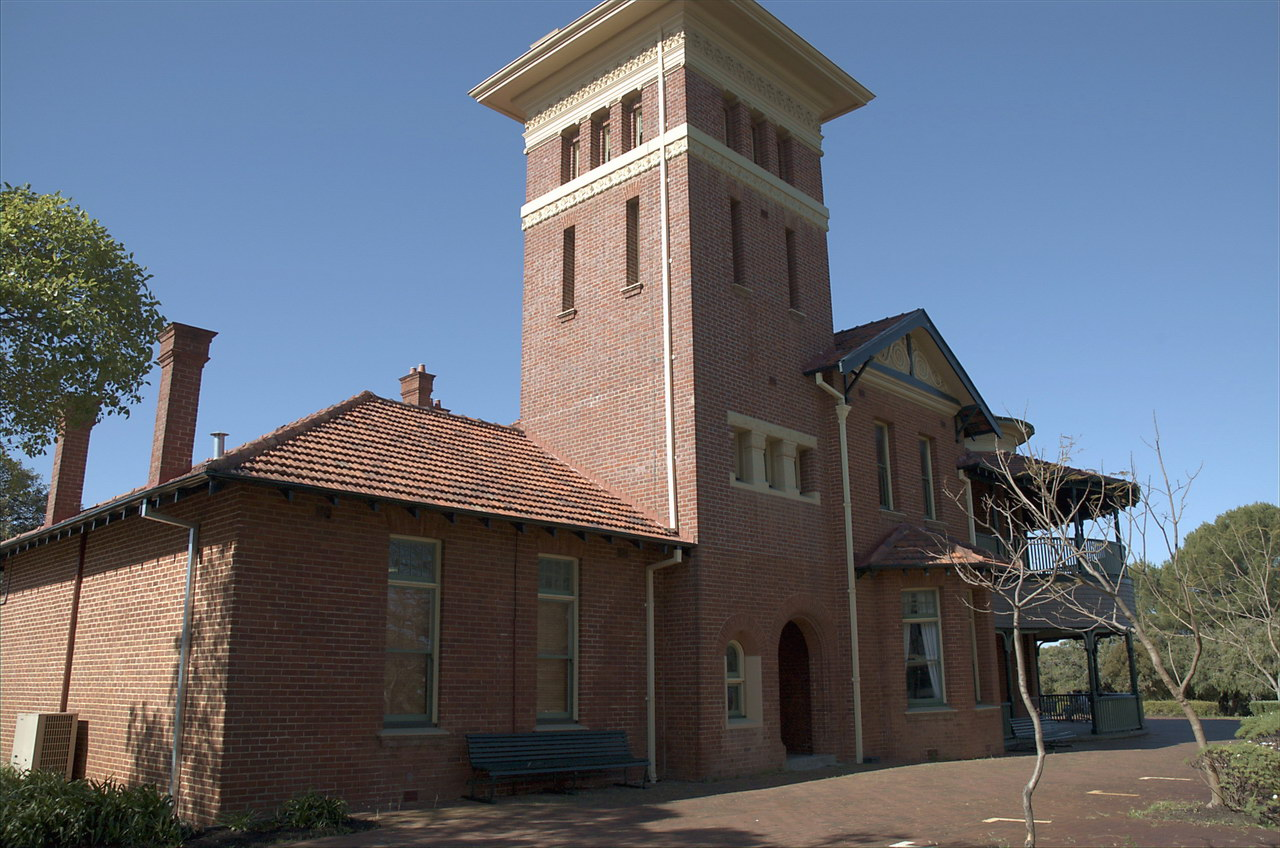
L'ancien observatoire de Perth dans les monts Eliza.

Dans les années 1960 la pollution lumineuse provenant de Perth a forcé le déménagement à sa position actuelle sur le mont Gunjin dans les Darling Scarp. La construction du nouveau site a coûté 600 000 $ et l'observatoire ouvert en 1966.
Actuellement, l'observatoire est utilisé pour le programme Near Earth Asteroid Tracking de recherche d'objet géocroiseur. Le Centre des planètes mineures le crédite de plusieurs de ces objets sous le nom "Perth Observatory".
Le gouvernement d'Australie-Occidentale a tenté plusieurs fois de fermer le site, la tentative la plus sérieuse en 1987 alors que l'observatoire faisait partie des services de l'État. La pression du public, des scientifiques et des astronomes amateurs ont aidé à l'abandon de cette décision. Lors du centenaire de sa création il a été rattaché au Department of Conservation and Land Management ().
En 2005 le site est devenu le plus vieil observatoire australien fonctionnant en continu et le dernier observatoire astronomique géré par le gouvernement.

## Astéroïdes découverts
| (1806) Derice       | 13 juillet 1971   |
| (1978) Patrice      | 6 juin 1971       |
| (2167) Erin         | 1er juin 1971     |
| (2382) Nonie        | 13 avril 1977     |
| (2993) Wendy        | 4 août 1970       |
| (2994) Flynn        | 14 août 1975      |
| (3188) Jekabsons    | 28 juillet 1978   |
| (3301) Jansje       | 6 février 1978    |
| (3422) Reid         | 28 juillet 1978   |
| (3541) Graham       | 18 juin 1984      |
| (3731) Hancock      | 20 février 1984   |
| (3764) Holmesacourt | 10 octobre 1980   |
| (4362) Carlisle     | 1er août 1978     |
| (4469) Utting       | 1er août 1978     |
| (4620) Bickley      | 28 juillet 1978   |
| (4987) Flamsteed    | 20 mars 1980      |
| (5542) Moffatt      | 6 août 1978       |
| (5840) Raybrown     | 28 juillet 1978   |
| (7110) Johnpearse   | 7 décembre 1983   |
| (8138) Craigbowers  | 20 mars 1980      |
| (9264) 1978 OQ      | 28 juillet 1978   |
| (9928) 1981 WE9     | 16 novembre 1981  |
| (10268) 1979 HW6    | 26 avril 1979     |
| (11472) 1981 SE9    | 24 septembre 1981 |
| (12194) 1979 KO1    | 24 mai 1979       |
| (12216) 1981 WF9    | 16 novembre 1981  |
| (14337) 1981 WJ9    | 16 novembre 1981  |
| (19616) 1999 OS3    | 24 juillet 1999   |
| (34997) 1978 OP     | 28 juillet 1978   |